# Tetovský dialekt

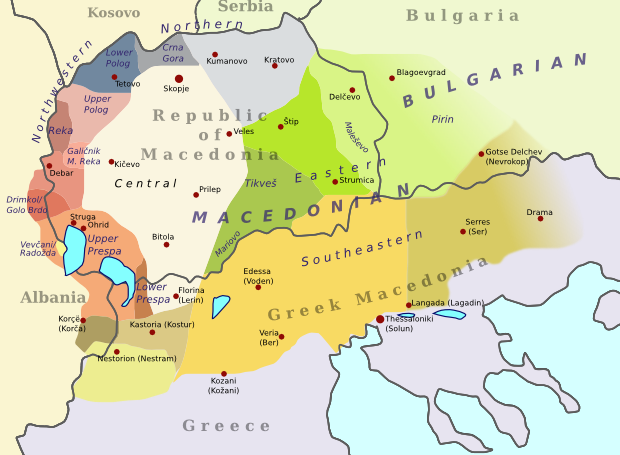
Zobrazení území používající Tetovský dialekt (tmavě modrá) spolu s ostatními dialekty v Severní Makedonii

Tetovský dialekt (makedonsky: Тетовски дијалект, Tetovski dijalekt) je členem západní podskupiny severní skupiny dialektů makedonského jazyka. Je považován za součást skupiny Torlackého dialektu. Tímto dialektem mluví obyvatelstvo v západní části Severní Makedonie. Nejčastěji se jím mluví ve městě Tetovo, po němž je pojmenován, dále pak v opštinách Brvenica a Tearce (kromě vesnic Vratnica, Belovište, Staro Selo a Rogačevo, kde se mluví Vratnickým dialektem). Hlavní charakteristikou tohoto dialektu jsou slova таќе (v překladu takhle) a ваќе (v překladu již). S tetovským dialektem se můžeme setkat i v několika knihách, např. od autora Kirila Pejčinoviče v dílech Ogledalo a Uteshenia greshnim.

## Fonologická charakteristika
Tetovský dialekt se dá poznat hned podle několika odlišností ve výslovnosti, největšími znaky jsou:
- výslovnost L je zaměňováno za u/ lu/ la: јаболко / jabolko > јабука / jabuka (jablko), солза / solza > слăза / sluza (slza);
- A je používáno namísto E: трева / treva > трава / trava (tráva), орев / orev > орав / orav (ořech);
- A se vyslovuje změkčeně jako ă: лаже / laže > лăже / lăže (lie);
- užívání U namísto na místo staroslovanského písmene ON: пат / pat > пут / put (cesta), внук / vnuk > унук / unuk (synovec).

## Morfologická charakteristika
- používání koncovky -mo v první osobě množného čísla: одиме / odime > идемо/ idemo (jdeme);
- přidávání písmene J před E na začátku slova: јазик / jazik> језик / jezik (jazyk), јаже > јуже (rope);
- písmena MN jdoucí po sobě jsou zaměňovány za ML: многу / mnogu > млогу / mlogu (mnoho);
- use of the preposition U instead of the preposition VO: во град/ vo grad > у град / u grad (in city)
- používání U jako předložky namísto VO: во град/ vo grad > у град / u grad (ve městě)

## Příklad
Níže následuje text populární folkové písničky z opštiny Tetovo, která je psána v tetovském dialektu:
Ogreala mesečina, lele,

Ogreala mesečina,

Od Soluna do Tetovo.

Ne mi bilo mesečina, lele,

Ne mi bilo mesečina,

Tuk’ mi bile tri neveste,

Tri neveste Tetovčanke.

Pravo odat za Tetovo, lele,

Pravo odat za Tetovo,

Kaj bakalot, čičko Jakim.

Dobro utro čičko Jakim, lele,

Dobro utro čičko Jakim.

Dal bog dobro tri neveste,

Tri neveste Tetovčanke.

Da ni dadeš dram belilo, lele,

Da ni dadeš dram belilo,

Dram belilo, dram crvilo.

Naši maži gurbetčii, lele,

Naši maži gurbetčii,

Ko’ḱe dojdat ḱeti platat.
lidová píseň, autor neznámý